# Montepetriolo
Montepetriolo ist eine Fraktion der italienischen Gemeinde Perugia in der Region Umbrien.

## Geographie
Das Dorf liegt an der Grenze zu den Gemeindegebieten von Marsciano und Piegaro, 18 km südwestlich von Perugia, auf einem kleinen Hügel in 374 m s.l.m. im Valle del Nestore und hat 341 Einwohner, die Montepetriolesi.
Auf dem nahe gelegenen Hügel Monte Croce befindet sich einer der seltenen Farnetto-Wälder, eine in Italien und Europa nicht weit verbreitete Eichenart.

## Geschichte
Die ersten gesicherten Informationen stammen aus dem 12. Jahrhundert, als das castrum montis petrioli zum ersten Mal im kaiserlichen Diplom von Friedrich Barbarossa (1163) und dann im „Codex von Cencio Camerlengo“ (1193) erwähnt wurde. Weitere Dokumente finden sich im folgenden Jahrhundert, um 1260, in denen erwähnt wird, dass es zum Gebiet (contado) des perugiesischen Bezirks Porta S. Susanna gehörte. Im 14. Jahrhundert ging es schließlich endgültig in den Besitz der Region von Porta Eburnea über.

## Wirtschaft und Veranstaltungen
Die Wirtschaftstätigkeit basiert seit jeher auf der Landwirtschaft. Jedes Jahr findet das Trüffel- und Wildschweinfest mit dem Titel C’era una volta... Montepetriolo statt.

## Denkmäler und Kunststätten
- Das Castello ist mittelalterlichen Ursprungs und hat einen ellipsenförmigen Grundriss. Es ist nach einem konzentrischen Schema mit einem dreifachen Kreis aus Wohnhäusern aufgebaut und hatte etwa zehn Türme und Türmchen.
- Kirche St. Lorenz (14. Jahrhundert), innerhalb der Stadtmauern. Sie beherbergt eine ständige Krippe, die 1942 von perugianischen Künstlern mit Tonfiguren angefertigt wurde, sowie ein Gemälde des Martyriums des Heiligen Lorenzo aus der Sieneser Schule.
- Der Glockenturm ist mit zweibogigen Fenstern und einem charakteristischen roten Ziegeldach ausgestattet.
- Kirche der Madonna delle Grazie (1517) liegt außerhalb der Stadtmauern. Im Inneren befinden sich mehrere Fresken, die 2006 gesichert und teilweise restauriert wurden.

## Bevölkerung
Nach Angaben von Istat hatte Montepetriolo im Jahr 2001 74 Einwohner. Im Jahr 2011 stieg die Zahl auf 211.

## Sport

### Fußball
Der wichtigste Fußballverein der Stadt ist A.S.D. Montepetriolo Calcio, der in der umbrischen Gruppe B der zweiten Kategorie spielt.